# Trigonarthris minnesotana
Trigonarthris minnesotana là một loài bọ cánh cứng trong họ Cerambycidae.